# Карл Гохрайтер
Карл Гохрайтер (нім. Karl Hochreiter; 24 грудня 1911 — 9 квітня 1974) — австрійський футболіст, нападник.

## Кар'єра
Виступав в скромному клубі «Вільгемсбург». В 1934 році перейшов у «Рапід» перед матчами Кубка Мітропи 1934, в трьох матчах якого забив два голи. Увірвався в основний склад команди і в першому сезоні на такому рівні в 18 матчах забив 17 голів. «Рапід» після чотирирічної перерви виграв чемпіонат у сезоні 1934-35, та ще й не зазнав жодної поразки. Але другий сезон в «Рапіді» Гохрайтеру не вдався — лише 3 голи в 12 матчах. По його завершенні футболіст залишив команду. Загалом у складі «Рапіда» зіграв 40 матчів і забив 24 голи: 30 матчів і 20 голів у чемпіонаті, 5 матчів і 1 гол у Кубку Австрії, 5 матчів і 3 голи в Кубку Мітропи.
Грав після цього в клубах нижчих ліг «Пельтенер» і «Вільгемсбург».

## Титули і досягнення
- Чемпіон Австрії (1):

«Рапід» (Відень): 1934–1935
- Бронзовий призер чемпіонату Австрії (1):

«Рапід» (Відень): 1935–1936